# Kemed
Kemed (mađ. Máriakéménd) je selo u južnoj Mađarskoj.
Zauzima površinu od 15,78 km četvornih.

## Zemljopisni položaj
Nalazi se na 46°2' sjeverne zemljopisne širine i 18°28' istočne zemljopisne dužine, sjeverozapadno od Mohača. Olas je 4 km zapadno, a Katolj i Seluv su 3,7 km sjeverno.

## Upravna organizacija
Upravno pripada Mohačkoj mikroregiji u Baranjskoj županiji. Poštanski broj je 7663.

## Stanovništvo
U Kemedu živi 548 stanovnika (2002.). 
Selo je u povijesti bilo nekad napučeno i Hrvatima čiji su se predci u Kemed doselili iz Ogulina i okoline.

## Poznate osobe
Začasni kanonik Đakovsko-srijemske biskupije Stjepan Zagorac 1956. je godine bio kapelan u Kemedu.

## Vanjske poveznice
- (mađ.) Máriakéménd Önkormányzatának honlapja  Arhivirana inačica izvorne stranice od 8. veljače 2005. (Wayback Machine)
- (mađ.) Máriakéménd a Vendégvárón[neaktivna poveznica]
- (mađ.) Légifotók Máriakéméndről
- Kemed na fallingrain.com